# Corleto Monforte

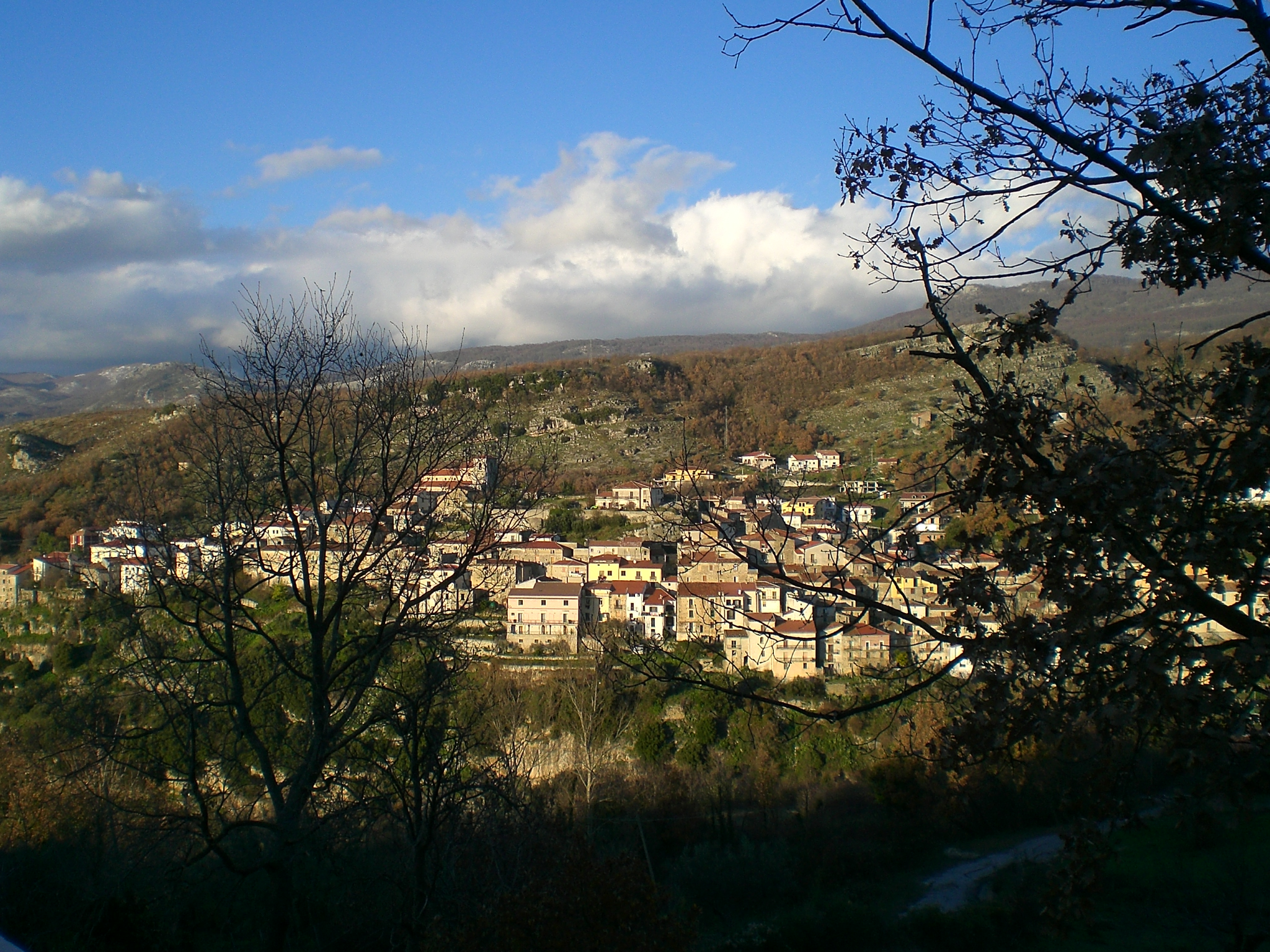
Blick auf Corleto Monforte

Corleto Monforte ist eine italienische Gemeinde mit 493 Einwohnern (Stand 31. Dezember 2023) in der Provinz Salerno in der Region Kampanien. Der Ort liegt im Nationalpark Cilento und Vallo di Diano und ist Teil der Comunità Montana Alburni.

## Geografie
Der Ort liegt im südlichen Bereich der Berggruppe Monti Alburni. Die Nachbargemeinden sind Auletta, Petina, Polla, Roscigno, Sacco, San Pietro al Tanagro, San Rufo, Sant’Angelo a Fasanella, Sant’Arsenio und Teggiano. Einziger Ortsteil ist Carnale.